# Neoheresiarches albipilosus
Neoheresiarches albipilosus är en stekelart som beskrevs av Tohru Uchida 1937. Neoheresiarches albipilosus ingår i släktet Neoheresiarches och familjen brokparasitsteklar. Inga underarter finns listade i Catalogue of Life.